# نهر مكال
نهر مكال (بالإنجليزية: McKale River) هو أحد روافد نهر فريزر في مقاطعة كولومبيا البريطانية بكندا. وقد سُمي النهر في عام 1913 على يد المسّاح جيه. إيه. ووكر، على اسم جيمس مكال، وهو مفتش أخشاب في ماكبرايد.

## المجرى
ينبع نهر مكال من سلاسل بارك في جبال روكي بالقرب من ريدج إنتر باس على الفاصل القاري للأمريكتين. ويتدفق بشكل عام غربًا لينضم إلى نهر فريزر في منطقة وادي روبسون التابعة لأخدود جبال روكي، شمال ماكبرايد.